# バーバリーシープ
バーバリーシープ（Ammotragus lervia）は、哺乳綱ウシ目（偶蹄目）ウシ科バーバリシープ属に分類される偶蹄類。本種のみでバーバリーシープ属を構成する。別名タテガミヒツジ。

## 分布
スーダン、ニジェール、モーリタニア、モロッコ
以前はアフリカ大陸北部からパレスチナにかけて分布していたとされる。
A. l. lervia モロッコバーバリーシープ
アルジェリア、チュニジア、モロッコ
A. l. blainei スーダンバーバリーシープ
スーダン、チャド北東部
A. l. ornata エジプトバーバリーシープ
エジプト（絶滅？）
A. l. saharensis　サハラバーバリーシープ
アルジェリア南部

## 形態
体長130-165センチメートル。尾長15-25センチメートル。肩高オス90-112cm、メス75-90センチメートル。体重100-145キログラム。全身は硬く短い体毛で被われる。頸部から肩にかけての体毛はやや鬣状に伸長する。顎の体毛は伸長しないが、喉から胸部、前肢にかけての体毛は伸長する。砂埃が多いときにはこの頸部腹面に伸長した体毛に顔を埋め、体内に砂埃が入るのを防ぐ。尾は扁平で、尾の腹面基部には体毛がない。背面の色彩は赤褐色や灰褐色、胴体腹面や耳介の内側、四肢上部の腹面は汚白色の体毛で被われる。
オス、メスともに後方から外側、下方へ湾曲した角が生え、先端は内側へ向かう。角の表面には畦があるが、成長に伴い不明瞭になる。耳介は小型で細長く、先端が尖る。涙骨には窪みがない。前肢の掌基部は硬結する。
オスは角長50-71センチメートル。メスは角長51センチメートル。乳頭の数は2。
A. l. lervia モロッコバーバリーシープ
顔に不明瞭な暗色の帯模様が入る。角はやや扁平。
A. l. blainei スーダンバーバリーシープ
顔や側頭部は暗色。耳介後部や下部に淡色斑が入らない。角は扁平で、他亜種と比較すると角はあまり後方へ湾曲しない。
A. l. ornata エジプトバーバリーシープ
体色は濃赤褐色。耳介後部や下部に淡色斑が入らない。
A. l. saharensis サハラバーバリーシープ
体色は淡赤褐色。顔に不明瞭な暗色の帯模様が入らない。耳介後部や下部に淡色斑が入る。角は扁平。

## 分類
頭骨や角の形態、眼下部や蹄の間に臭腺がない、乳頭数、オスが尾の臭腺から臭いを発すること、ヤギとの交雑例があることからヤギ属に含める説もあったが、一方で顎の体毛が伸長しない、頸部から前肢にかけての体毛が伸長する、染色体はヒツジ属に近いことから独立した属とされる。ヒツジ属とヤギ属の中間にあたる種だと考えられている。
- Ammotragus lervia lervia (Pallas, 1777) モロッコバーバリーシープ
- Ammotragus lervia blainei (Rothschild, 1913) スーダンバーバリーシープ
- Ammotragus lervia ornata (Audouin, 1829) エジプトバーバリーシープ
- Ammotragus lervia saharensis Rothschild, 1913 サハラバーバリーシープ

## 生態
標高950メートル以下にある砂漠や岩場に生息する。薄明薄暮性もしくは夜行性で、昼間は岩陰や洞窟などで休む。1頭のオスと3-6頭のメスからなる群れを形成し生活するが、20頭に達する群れを形成することもある。群れはメスが主導する。
食性は植物食で、草、木の葉、果実などを食べる。
繁殖形態は胎生。繁殖期になるとオス同士は角を絡ませたり、突撃と回避を互いに繰り返す儀式的な闘争を行う。妊娠期間は150-165日。主に9-11月に群れから離れ1回に1-2頭（まれに3頭）の幼獣を産む。地域によっては周年繁殖し、年に2回に分けて繁殖することもある。生後1年6か月で性成熟する。飼育下での寿命は15-24年。
天敵として ヒョウ、カラカルがいる。

## 人間との関係
生息地では食用とされたり、毛や皮が利用されることもあった。
旱魃、スポーツ・ハンティングによる乱獲などにより生息数は激減している。エジプトでは1970年代に絶滅したと推定されている。
アメリカ合衆国にはスポーツ・ハンティング用に移入され、カリフォルニア州、テキサス州、ニューメキシコ州で定着している。スペインやメキシコに移入された例もあるが、定着せずに絶滅している。